# Aviz
Pour les articles homonymes, voir Aviz.
Avis (prononciation en portugais : /ɐˈviʃ/) ou Aviz est une ville du Portugal, dans la province d'Alentejo.
Elle a donné son nom à la dynastie régnante du Portugal de 1385 à 1580.

## Description
La ville, qui a gardé des vestiges de fortifications et de son château médiéval, surplombe le confluent des rivières de Seda et d'Avis, noyées par la retenue qui alimente la centrale hydro-électrique de Maranhão située 15 km en aval. Outre les remparts, quelques tours médiévales et l'église du couvent de Saint-Benoît, reconstruite au XVIIe siècle, témoignent du brillant passé de la cité.

## Géographie
Aviz est limitrophe :
- au nord-est, de Alter do Chão,
- à l'est, de Fronteira,
- au sud, de Sousel et Mora,
- au nord-ouest, de Ponte de Sor.

## Démographie
| 1801  | 1849  | 1864  | 1878  | 1890  | 1900  | 1911  | 1920  | 1930  |
| ----- | ----- | ----- | ----- | ----- | ----- | ----- | ----- | ----- |
| 3 032 | 3 732 | 4 361 | 5 170 | 5 100 | 6 113 | 7 427 | 7 426 | 7 880 |

| 1940  | 1950  | 1960  | 1970  | 1981  | 1991  | 2001  | 2004  | 2011  |
| ----- | ----- | ----- | ----- | ----- | ----- | ----- | ----- | ----- |
| 8 981 | 9 365 | 8 977 | 6 290 | 5 890 | 5 686 | 5 197 | 5 054 | 4 571 |

## Administration

### Subdivisions
La municipalité d’Avis est découpée en 6 petites divisions administratives, des paroisses civiles appelées Freguesia:
- Union de Alcôrrego et Maranhão
- Aldeia Velha (pt)
- Avis
- Union de Benavila et Valongo
- Ervedal
- Figueira e Barros

## Panorama

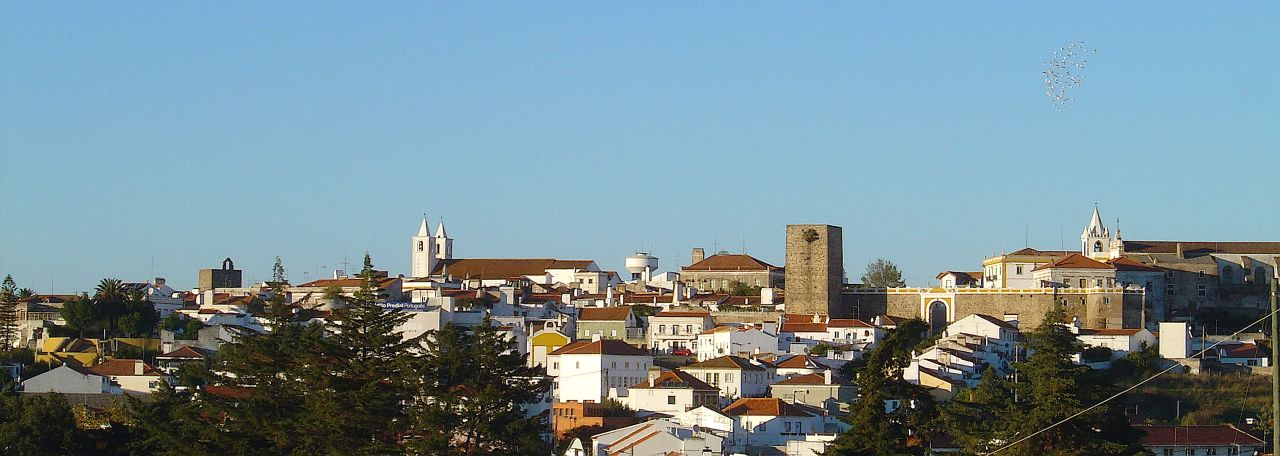
Panorama d'Aviz.